# Scaphosepalum beluosum
Scaphosepalum beluosum är en orkidéart som beskrevs av Carlyle August Luer. Scaphosepalum beluosum ingår i släktet Scaphosepalum och familjen orkidéer.
Artens utbredningsområde är Ecuador. Inga underarter finns listade i Catalogue of Life.